# Laakirchen
Laakirchen osztrák város Felső-Ausztria Gmundeni járásában. 2018 januárjában 9861 lakosa volt.

## Elhelyezkedése

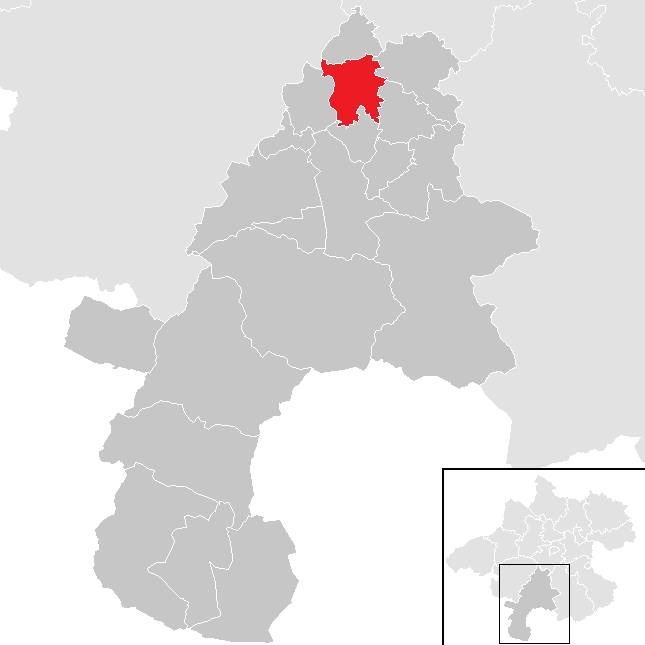
Laakirchen a Gmundeni járásban

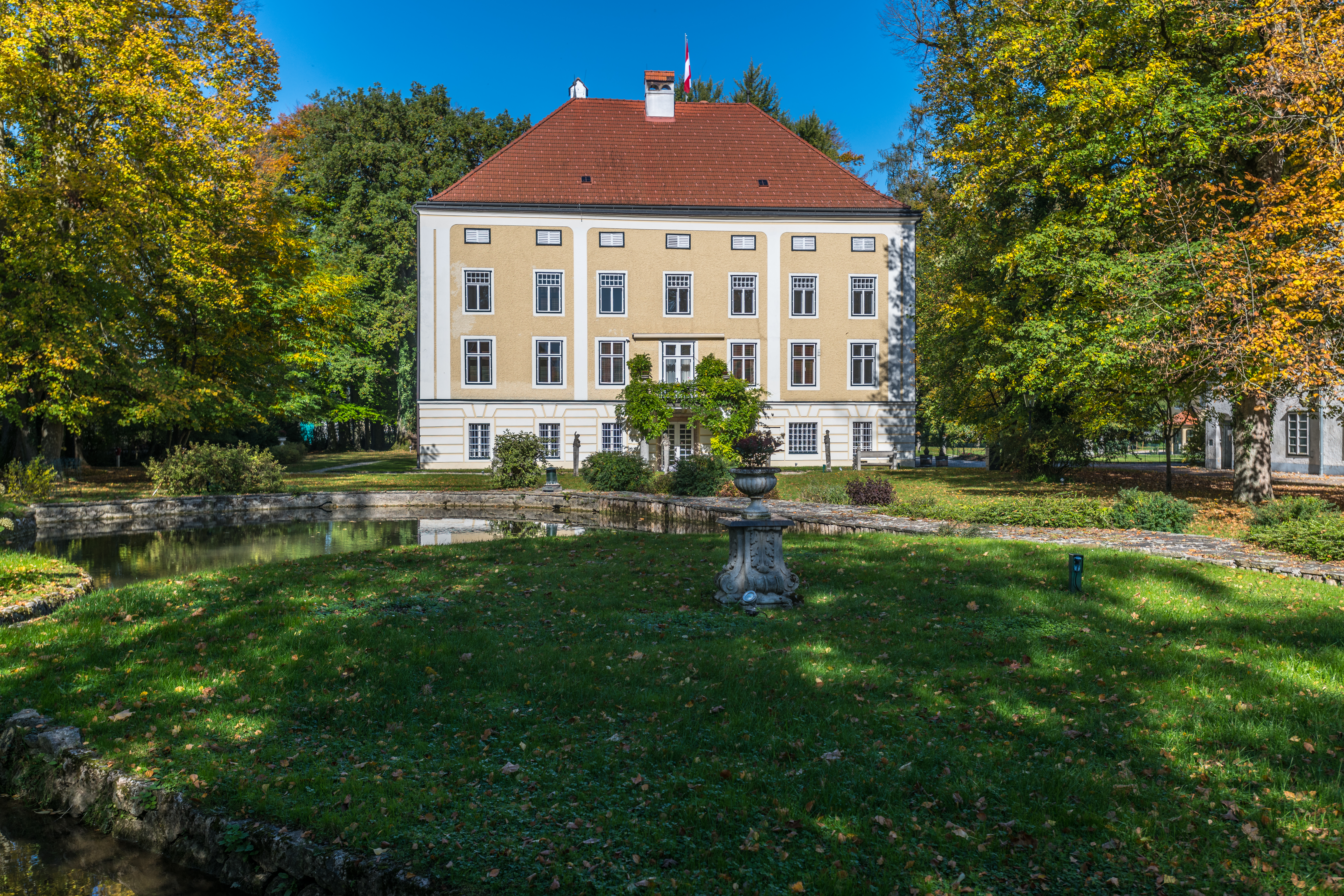
Az oberweisi kastély

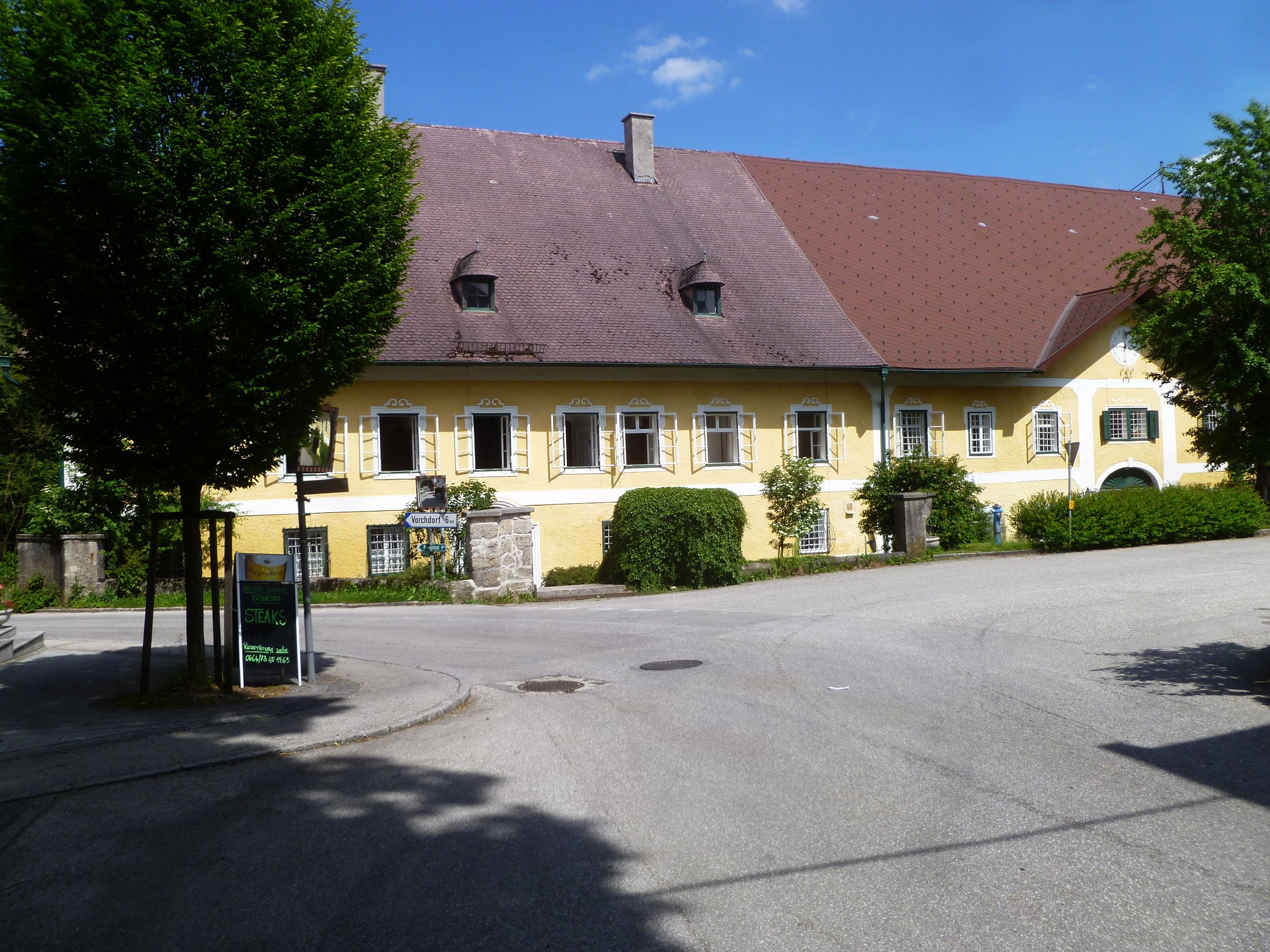
A lindachi kastély

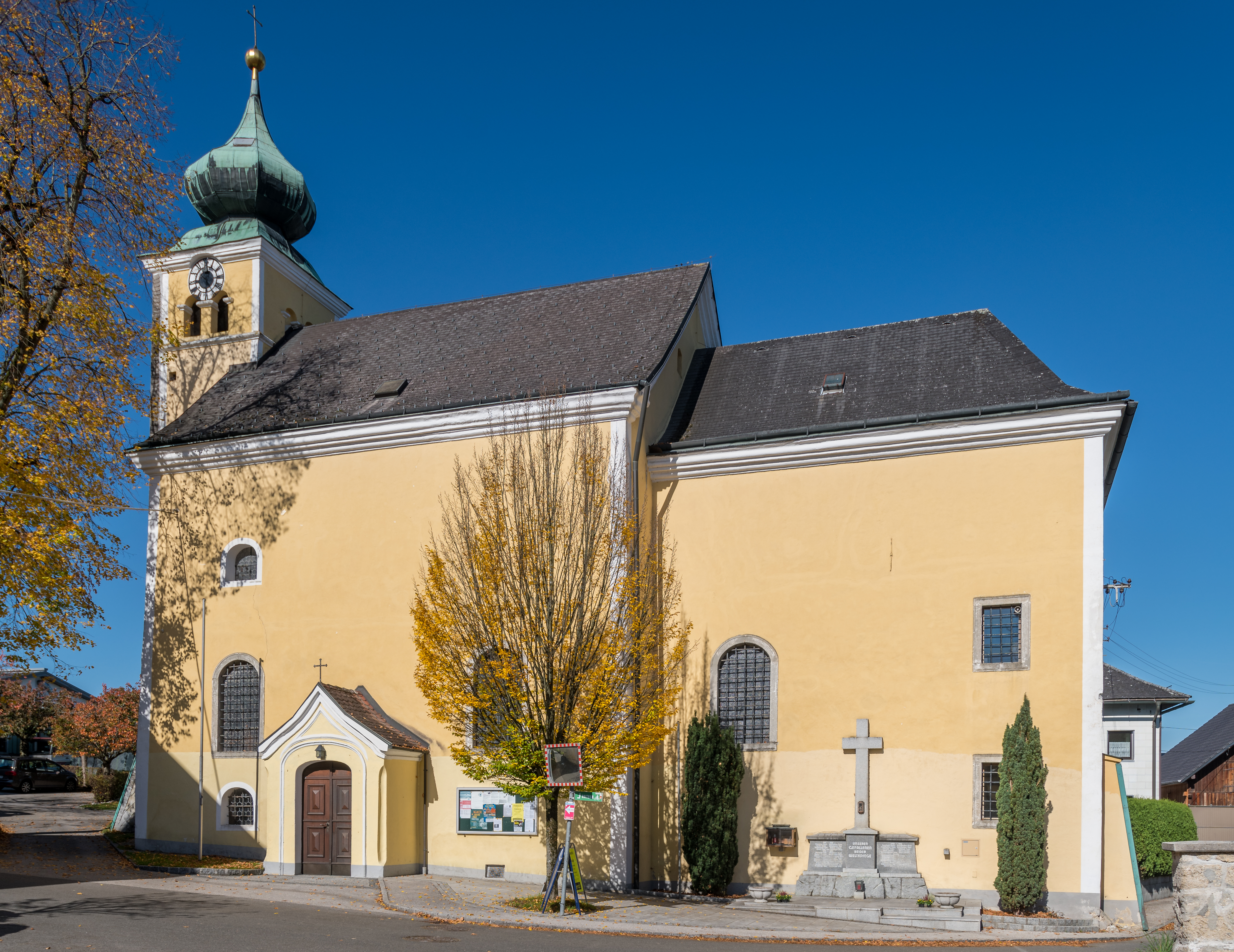
Lindach temploma

Laakirchen Felső-Ausztria Traunviertel régiójában fekszik a Traun folyó jobb partján. Területének 11,1%-a erdő, 77,2% áll mezőgazdasági művelés alatt. Az önkormányzat 11 falut és településrészt egyesít: Diethaming (248 lakos 2018-ban), Kirchham (48), Kranabeth (46), Laakirchen (4114), Lindach (675), Oberndorf (191), Oberweis (2248), Ölling (128), Rahstorf (109), Schweigthal (147) és Stötten (1514).
A környező önkormányzatok: északra Roitham am Traunfall, északkeletre Vorchdorf, délkeletre Kirchham, délre Gschwandt, nyugatra Ohlsdorf, északnyugatra Desselbrunn. 

## Története
1996-ban a laakircheni temetőben a régészek 2-3. századból származó római villa rustica romjait tárták fel. A települést írásos források először 1165-ben említik Lochchirchen néven (ófelnémet eredetű, erdei templomot jelent. Területe eredetileg a Bajor Hercegség keleti határvidékén feküdt, a 12. században került át Ausztriához. Az Osztrák Hercegség 1490-es felosztásakor az Enns fölötti Ausztria része lett. A Szt. Bálint plébániatemplom építését valószínűleg 1450 körül kezdték el és 1500-ra lett készen. 
A napóleoni háborúk során a Laakirchent több alkalommal megszállták. A köztársaság 1918-as megalakulásakor Felső-Ausztria tartományhoz sorolták. Miután Ausztria 1938-ban csatlakozott a Német Birodalomhoz, az Oberdonaui gau része lett; a második világháború után visszakerült Felső-Ausztriához.
Laakirchent 1984-ben emelték mezővárosi, 2007-ben pedig városi rangra.

## Lakosság
A laakircheni önkormányzat területén 2018 januárjában 9861 fő élt. A lakosságszám 1869 óta gyarapodó tendenciát mutat. 2016-ban a helybeliek 86,8%-a volt osztrák állampolgár; a külföldiek közül 1,7% a régi (2004 előtti), 2,8% az új EU-tagállamokból érkezett. 7,4% a volt Jugoszlávia (Szlovénia és Horvátország nélkül) vagy Törökország, 1,3% egyéb országok polgára. 2001-ben a lakosok 73,5%-a római katolikusnak, 6,7% evangélikusnak, 4,7% ortodoxnak, 5,8% mohamedánnak, 7,5% pedig felekezeten kívülinek vallotta magát. Ugyanekkor 24 magyar élt a városban. A legnagyobb nemzetiségi csoportokat a német (88,1%) mellett a szerbek (4,1%), horvátok (2,7%), bosnyákok (1,8%) és a törökök (1,1%) alkották.
| 2016 | 9 807 |
| 2018 | 9 861 |

## Látnivalók
- a Szt. Bálint-plébániatemplom
- a lindachi Szt. Margit-plébániatemplom
- a lindachi kastély
- az oberweisi kastély
- a papírgyári múzeum
- a Budweis–Linz–Gmunden lóvasút múzeuma
- a Gmös láp természetvédelmi területe

## Testvértelepülések
- Obertshausen (Németország)
- Gemona del Friuli (Olaszország)

## Fordítás
- Ez a szócikk részben vagy egészben  a   Laakirchen című német Wikipédia-szócikk ezen változatának fordításán alapul.  Az eredeti cikk szerkesztőit annak laptörténete sorolja fel. Ez a jelzés csupán a megfogalmazás eredetét és a szerzői jogokat jelzi, nem szolgál a cikkben szereplő információk forrásmegjelöléseként.